# Мейснер, Алексей Яковлевич
Алексей Яковлевич Мейснер (1805—1881 или 1807—1882) — чиновник Военного министерства, тайный советник; поэт-переводчик.

## Биография
Родился, по разным сведениям, в 1805 году или 5 января 1807 года во Фридрихсгамне. Его отец, инженер-генерал-майор Яков Иванович Мейснер (1756—1823).
В службу поступил 26 июня 1826 года. В это время помещал много оригинальных и переводных стихотворений в различных периодических изданиях; бо́льшая их часть вошла в отдельно изданную книгу его «Стихотворений» (М.: в тип. А. Семена, 1836. — VIII, [4], 269, [1], IV с.). Позднее переводил Гейне, которые были изданы отдельно под заглавием: «Стихотворения Хэйне в переводах М.» (СПб., 1881). В это время был награждён орденами Св. Анны 4-й степени с надписью «За храбрость» (1828) и 3-й степени с бантом (1829)
С 28 мая 1847 года был управляющим Тамбовской палатой государственных имуществ; 10 апреля 1854 года был произведён в действительные статские советники.
С 16 июня 1858 года служил в Военном министерстве, был назначен членом Общего присутствия управления иррегулярных войск; с 5 июня 1860 года был вице-директором Комиссариатского департамента; с 29 октября 1861 года — член военно-кодификационной комиссии. После производства 27 марта 1866 года в чин тайного советника, был назначен с 1 мая 1867 года членом Главного военно-кодификационного комитета (до 23 июня 1872).
С 17 марта 1873 года — в отставке.
Умер 12 (24) июля 1882 года в Санкт-Петербурге.
Был женат на сестре И. П. Шаблыкина, Варваре.
Внесён с сыном Клавдием во 2-ю часть дворянской родословной книги Новгородской губернии определением от 15 января 1870 года. Владимир и Елена, дети Клавдия были внесены определением от 22 января 1899 года.

## Награды
- орден Св. Анны 4-й степени с надписью «За храбрость» (1828)
- орден Св. Анны 3-й степени с бантом (1829)
- орден Св. Анны 2-й степени с императорской короной (28.03.1852)
- орден Св. Владимира 3-й ст. (1856)[5]
- орден Св. Станислава 1-й ст. (17.04.1860)
- орден Св. Анны 1-й ст. (1862; императорская корона и мечи к ордену — 19.04.1864)
- орден Св. Владимира 2-й ст. (20.04.1869)

## Комментарии
1. ↑  По-видимому, он участвовал в русско-турецкой войне.